# Deerstalker

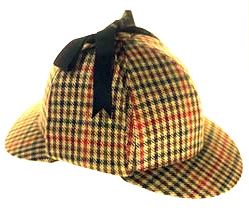
Deerstalker

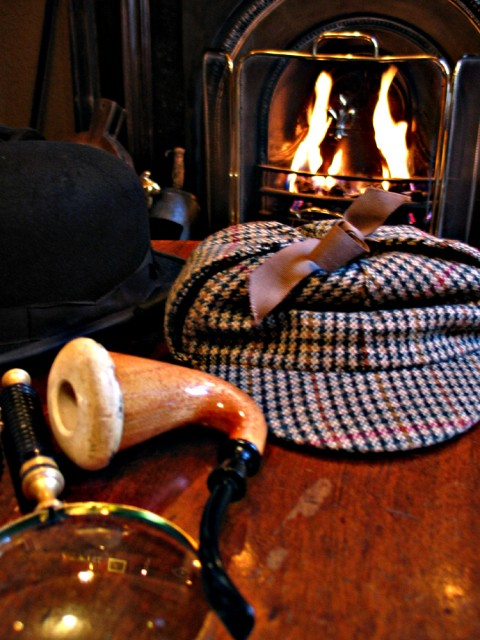
Een deerstalker, een kalebaspijp en een vergrootglas, attributen die gewoonlijk worden geassocieerd met Sherlock Holmes

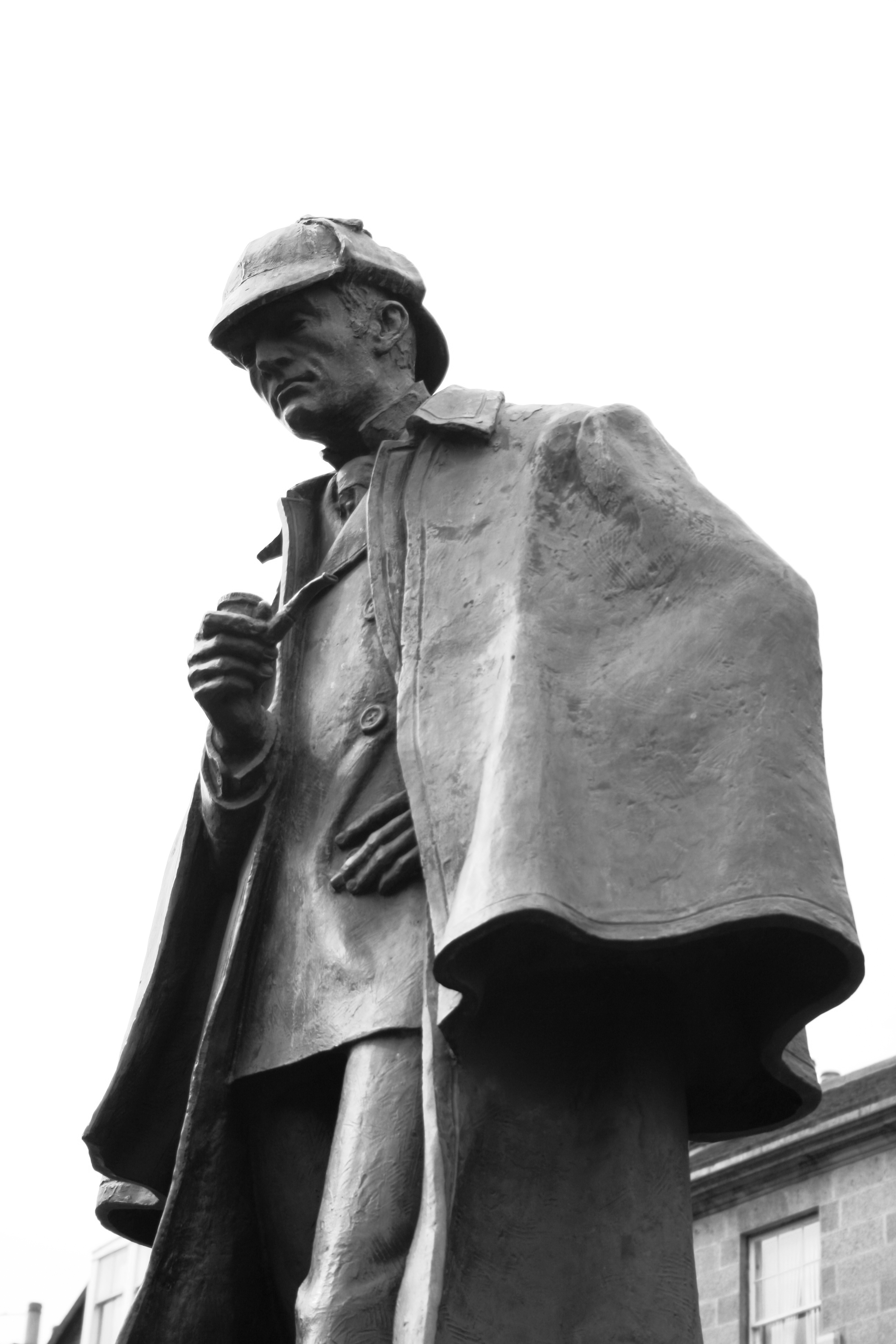
Standbeeld van Sherlock Holmesmet mantel en deerstalker op Picardy Place in Edinburgh

De Deerstalker (van het Engelse deer stalking, "jacht op herten") is een hoofddeksel met een klep aan de voorzijde en een klep aan de achterzijde. De hoed is ook voorzien van oorflappen. De klep aan de achterzijde zorgt ervoor dat er geen regenwater of water dat van bladeren aflekt in de kraag van de drager druppelt. De oorflappen kunnen onder de kin vastgemaakt worden en worden als ze niet gebruikt worden aan de buitenzijde van de kroon vastgezet met linten of met een (druk)knoop.
De deerstalker is in het Verenigd Koninkrijk populair op het platteland en onder jagers.

## Beschrijving
De hoed heeft zes tot acht afgeronde driehoekige panden die aan elkaar genaaid zijn. De halfronde kleppen zijn verstevigd met canvas of karton aan de binnenkant. Aan de binnenzijde bevindt zich een dunne voering (haarbeschermer). De brede driehoekige oorflappen zijn niet verstevigd. Deerstalkers zijn meestal gemaakt in neutrale kleuren en klassieke patronen zoals ruiten of visgraat. Ze worden hoofdzakelijk gemaakt van lichtgewicht materiaal, waaronder wol. Soms worden ze gecoat of geïmpregneerd om schade door regen of sneeuw te voorkomen.

## Naam
De naam van de hoed komt van “deer stalker” (Engels voor “hertenjager”), die het hert moest besluipen (“stalken”) voordat hij het kon schieten. De eerste vermelding inclusief een tekening van de hoed (“deer-stalking hat”) komt uit de 12-delige boekenserie "Plain Or Ringlets?" (1858-1860) van Robert Smith Surtees.

## Varianten
- De "sportman's deerstalker" heeft in plaats van twee kleppen een smalle rand rondom, en ontbeert de oorflappen. Soms hebben ze een band van dezelfde stof rond de kroon[1]. Deze versie wordt zelden gedragen door jagers, maar is wel geliefd bij vissers.
- De "Ierse deerstalker" verschilt op enkele punten met de ‘gewone’: in plaats van twee smalle voorpanden is er één breed voorpand, de oorflappen zijn smal met rechte zijden en de kleppen zijn korter en rechter. George C. Scott droeg dit type deerstalker in de films “They might be giants” (1971).

## Sherlock Holmes
Sherlock Holmes wordt vaak met een Deerstalker en een Havelock- of Inverness-mantel afgebeeld Hoewel de hoed slechts in één verhaal wordt genoemd wordt Holmes er vaak mee afgebeeld vanwege twee populaire films uit 1939: The Hound of the Baskervilles en The Adventures of Sherlock Holmes. Daarin droeg Basil Rathbone, die Holmes speelde, de deerstalker. Beide films spelen zich af in een landelijke omgeving waar het hoofddeksel zeer toepasselijk is. Door deze associatie met Sherlock Holmes is de deerstalker het stereotiepe hoofddeksel geworden voor detectives, vooral in komische tekeningen, cartoons, stripverhalen, kluchten films.